# Sulphur Passage Provincial Park
Der Sulphur Passage Provincial Park (auch Sulphur Passage Park) ist ein etwa 2232 Hektar (ha) großer Provincial Park im Südwesten der kanadischen Provinz British Columbia, an der Westküste von Vancouver Island.
Der Park ist Teil des Clayoquot Sound Biosphere Reserve, einem von der UNESCO anerkannten Biosphärenreservat.
Bei dem Park handelt es sich um einen sogenannten backcountry park. Diese Parks haben üblicherweise keine direkte Anbindung an eine offizielle Straße. Auf Grund der fehlenden Infrastruktur ist in diesem Park das „Wilderness Camping“ erlaubt.

## Anlage
Der Park liegt nördlich von Tofino, im Alberni-Clayoquot Regional District. Zentrum des Parks ist Obstruction Island. Südlich der Insel liegt der Millar Channel, welcher zum Clayoquot Sound gehört und nördlich das Shelter Inlet, welcher ebenfalls zum Clayoquot Sound gehört. Östlich von Obstruction Island verbindet die namensgebende Sulphur Passage den Millar Channel und das Shelter Inlet, während westlich die Hayden Passage diese beiden Seitenarme verbindet. Der Park erstreckt vom Festland von Vancouver Island im Osten, über Obstruction Island im Zentrum, zum Festland von Vancouver Island im Westen. Die Sulphur Passage liegt vollständig im Park, die anderen Gewässer teilweise. Im Norden grenzt der Park an den Strathcona Provincial Park, während er im Westen an ein Schutzgebiet anderen Typs, das Kiišḥniqʷus Conservancy grenzt.
Bei dem Provinzpark handelt es sich um ein Schutzgebiet der IUCN-Kategorie II (Nationalpark).

## Geschichte
Der Park wurde am 13. Juli 1995, als eins in einer Gruppe von rund 50 Schutzgebieten, als Provincial Park in British Columbia eingerichtet. Zu den zeitgleich eingerichteten Parks gehören, neben anderen Parks unmittelbar am Eingang zu Clayoquot Sound, auch der nahegelegene Sydney Inlet Provincial Park oder der Vargas Island Provincial Park. Die Einrichtung dieser Parks war, als Folge der Unruhen in den 1980er-Jahren sowie den frühen 1990er-Jahren, welche sich gegen die Kahlschlagpolitik der Forstindustrie richteten, das Ergebnis der „Clayoquot Sound Land Use Decision“.
Wie jedoch bei fast allen Provinzparks in British Columbia gilt auch für diesen, dass die Gegend, lange bevor sie von europäischen Einwanderern besiedelt oder sie Teil eines Parks wurde, in diesem Fall Jagd- und Siedlungsgebiet verschiedener Gruppen der First Nations, hier der Ahousaht, war.

### Namensgebung
Die namensgebende Sulphur Passage wurde 1945 nach dem Kriegsschiff HMS Sulphur, einem zum Forschungsschiff umgebauten Mörserschiff, der Royal Navy benannt. 1835 war Captain Frederick William Beechey mit diesem Schiff zu einer ausgedehnten Vermessungsexpedition an die Westküste Nord- und Südamerikas aufgebrochen. Jedoch musste er bereits 1836 gesundheitsbedingt vom Kommando abgelöst werden und die Forschungsreise wurde unter Commander Edward Belcher fortgesetzt, welcher dann 1837 die kanadische Westküste bereiste. Erst 1842 kehrte die HMS Sulphur von dieser Weltreise nach England zurück. Nach Belcher wurde dann auch der „Belcher Point“, eine Landzunge am Ausgang der Sulphur Passage, benannt.

## Flora und Fauna
Mit dem Biogeoclimatic Ecological Classification (BEC) Zoning System wird das Ökosystem von British Columbia in verschiedene biogeoklimatische Zonen eingeteilt. Biogeoklimatische Zonen zeichnen sich durch ein grundsätzlich identisches oder sehr ähnliches Klima sowie gleiche oder sehr ähnliche biologische und geologische Voraussetzungen aus. Daraus resultiert in den jeweiligen Zonen dann grundsätzlich auch ein sehr ähnlicher Bestand an Pflanzen und Tieren. Innerhalb dieser Systematik wird der Park der Coastal Western Hemlock Zone zugeordnet.